# Edward Oscar Ulrich
Pour les articles homonymes, voir Ulrich.
Edward Oscar Ulrich (né le 1er février 1857, à Covington dans le Kentucky, décédé le 22 février 1944) est un géologue et un paléontologue américain.

## Biographie
En 1926, avec Ray S. Bassler, il décrit le genre de conodontes Ancyrodella.

## Publications

### 1897
- (en) Ulrich E.O. & Scofield W. H., 1897. The Lower Silurian Gastropoda of Minnesota. In: Ulrich E.O., Scofield W. H., Clarke J. M. & Winchell N. H. The Geological and Natural History Survey of Minnesota, volume 3(2), Harrison and Smith, Minneapolis, 48 plates. Pages 813-1081, plates 61-82.

### 1904
- (en) Ulrich E.O. & Bassler R.S., 1904. Systematic paleontology of the Miocene deposits of Maryland. Maryland Geological Survey Miocene Reports.
- (en) Ulrich E.O. & Bassler R.S., 1904. Ostracoda, Miocene. The Johns Hopkins Press, Baltimore.

### 1923
- (en) Ulrich E.O. & Bassler R.S., 1923. Paleozoic Ostracoda: their morphology, classification, and occurrence. Maryland Geological Survey, Silurian.

### 1926
- (en) Ulrich E.O. & Bassler R.S., 1926. A classification of the toothlike fossils, conodonts, with descriptions of American Devonian and Mississippian species. Proc. U.S. Nat. Mus.

## Hommages

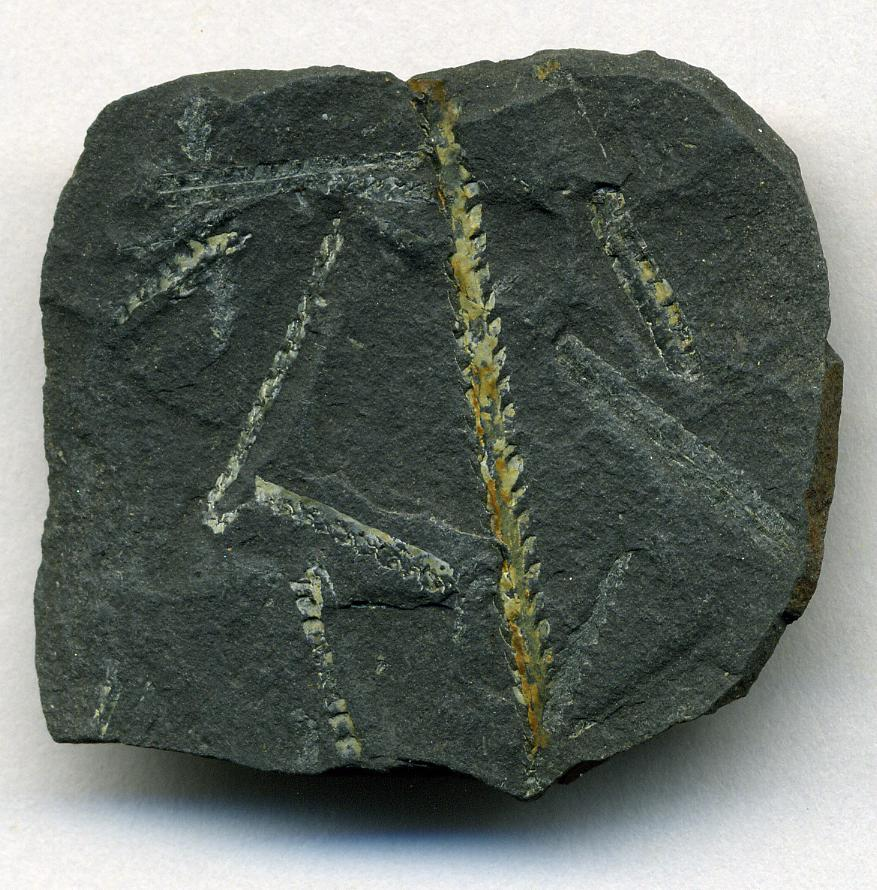
Graptolite Climacograptus ulrichi

Le nom de l'espèce éteinte de graptolites Climacograptus ulrichi, lui est dédié en 1908.
En 2002, le nom de genre de monoplacophores Ulrichoconus lui rend hommage pour son travail sur la géologie des plateaux des monts Ozarks.
Le nom de genre de conodontes Ulrichodina est également un hommage à E.O. Ulrich.